# Marcelino Oreja Arburúa
Marcelino Oreja Arburúa (Madrid, 11 de marzo de 1969) es un político y empresario español. Entre 2012 y 2022 se desempeñó como consejero delegado de Enagás. También ostentó el cargo de consejero de MIBGAS y fue patrono de La Fundación Colección Thyssen-Bornemisza.

## Biografía
Marcelino Oreja Arburúa nació en Madrid en 1969.
Por parte paterna pertenece a una familia de destacados empresarios vascos y políticos tradicionalistas. Es hijo de Marcelino Oreja Aguirre, ministro de Asuntos Exteriores en el gobierno de UCD de Adolfo Suárez; primo de Jaime Mayor Oreja, ministro en el gobierno del Partido Popular de José María Aznar; nieto de Marcelino Oreja Elósegui, diputado tradicionalista y director de la empresa Unión Cerrajera de Mondragón, que murió asesinado durante la Revolución de octubre de 1934 por militantes ugetistas. Es también sobrino nieto de Ricardo Oreja Elósegui, diputado asimismo por las filas tradicionalistas y posteriormente procurador en las Cortes franquistas, y de Benigno Oreja Elosegui, prestigioso médico urólogo y también procurador en Cortes. Por parte materna, es nieto de Manuel Arburúa de la Miyar, ministro franquista de Comercio.
Estudió Ingeniería Industrial en la Escuela Técnica Superior de Ingeniería (ICAI) de la Universidad Pontificia Comillas ICAI-ICADE.
Fundó la empresa DEF-4 patentes y marcas, que en 1997 vendió a Garrigues Andersen, pasando a ser su director general.
Fue diputado del Parlamento Europeo por el Partido Popular desde 2002 hasta 2004
El 20 de enero de 2012 fue nombrado presidente de la empresa pública estatal Ferrocarriles de Vía Estrecha (FEVE), sucediendo a Ángel Villalba. Se encargó del proceso de disolución de la empresa en Adif y Renfe, el cual concluyó el 31 de diciembre de 2012.
Desde su salida de Enagás en febrero de 2022, ha estado vinculado profesionalmente a compañías financieras y energéticas. Ya al año siguiente, Oreja Arburúa pertenecía al consejo de Ence Biogás, además de ser asesor de hidrógeno para Acideka, socio operativo de la firma de inversión Ardian y consejero de la energética Greenyellow y del comité de inversiones de un Fondo de Innovación del Banco Santander. En septiembre de 2023 era nombrado presidente de la nueva filial internacional (Europa, Oriente Medio y África) del grupo chino Hygreen, dedicado a la fabricación de equipos para producción de hidrógeno y derivados, y en diciembre de 2024 el Consejo de Administración de la compañía de energía renovable Soltec (en ese momento en preconcurso de acreedores) acordaba por unanimidad su nombramiento como consejero independiente.
Es autor de dos libros: Viaje interior por África (2000) y Cultura emprendedora y la Unión Europea (2003).